# Serguéi Shupletsov
Serguéi Borísovich Shupletsov –en ruso, Сергей Борисович Щуплецов– (Chusovói, URSS, 25 de abril de 1970-La Clusaz, Francia, 14 de julio de 1995) fue un deportista ruso que compitió en esquí acrobático, especialista en la prueba de baches.
Participó en das Juegos Olímpicos de Invierno, en los años 1992 y 1994, obteniendo una medalla de bronce en Lillehammer 1994, en la prueba de baches.
Ganó tres medallas en el Campeonato Mundial de Esquí Acrobático entre los años 1991 y 1995.
Falleció a los 25 años en un accidente de tráfico mientras conducía su motocicleta en la localidad francesa de La Clusaz.

## Medallero internacional
| Representando a la URSS |                              |                   |           |
| Campeonato Mundial      |                              |                   |           |
| Año                     | Lugar                        | Medalla           | Prueba    |
| 1991                    | Lake Placid (Estados Unidos) | Medalla de oro    | Combinada |
| Representando a Rusia   |                              |                   |           |
| Juegos Olímpicos        |                              |                   |           |
| Año                     | Lugar                        | Medalla           | Prueba    |
| 1994                    | Lillehammer (Noruega)        | Medalla de plata  | Baches    |
| Campeonato Mundial      |                              |                   |           |
| Año                     | Lugar                        | Medalla           | Prueba    |
| 1993                    | Altenmarkt (Austria)         | Medalla de oro    | Combinada |
| 1995                    | La Clusaz (Francia)          | Medalla de bronce | Baches    |